# Yelle
Yelle, és una banda francesa de electrònica fundada pel cantant principal i homònim Yelle (Julie Budet) i GrandMarnier (Jean-François Perrier). Un tercer membre, Tepr (Tanguy Destable), es va unir a la banda abans de l'enregistrament del seu àlbum debut. Yelle i GrandMarnier van començar a treballar en la música junts l'any 2000. La banda va arribar a ser destacada quan va publicar una primera versió de la cançó "Je veux te voir" a MySpace el setembre de 2005, que més tard va arribar al cim. cinc a França. L'èxit de la cançó a MySpace va cridar l'atenció d'un segell discogràfic, que els va posar a treballar en el seu àlbum debut, Pop Up, que va ser llançat l'any 2007. el segon àlbum, Safari Disco Club, va ser llançat el 2011, el seu tercer, Complètement fou, el 2014, i el seu quart, L'Ère du Verseau  el 2020.
També han tingut un seguiment important a l'estranger en països no francòfons. Van fer gires internacionals per donar suport a cadascun dels llançaments dels seus àlbums i han tocat al Coachella tres vegades.

## Discografia

### Àlbums d'estudi
- Pop-Up - 2007
- Safari Disco Club - 2011
- Complètement Fou - 2014

### Senzills
- "Je Veux Te Voir" - 2006
- "À Cause Des Garçons" - 2007
- "Ce Jeu" - 2008
- "Qui Est Cette Fille?" - 2009
- "Cooler Couleur" - 2010
- "La Musique" - 2010
- "Safari Disco Club" - 2011
- "Que Veux Tu?" - 2011
- "Comme Un Enfant" - 2011
- L'amour Parfait - EP - 2013
- "Complètement Fou" - 2014
- "Ba$$in" - 2015
- "Moteur Action" - 2015
- "Ici & Maintenant" - 2016